# Wit-Rusland op het Eurovisiesongfestival 2014

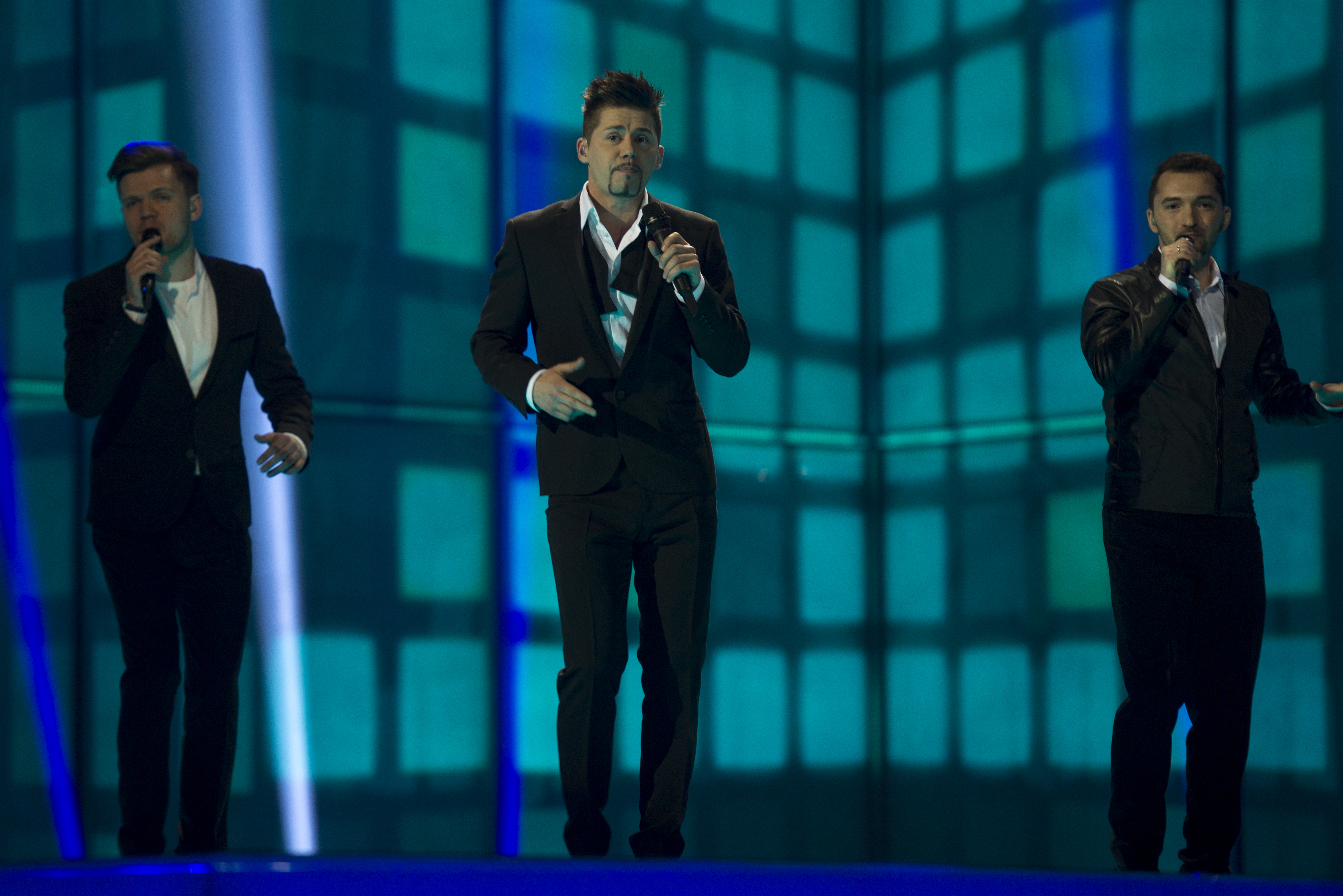
Teo eindigde namens Wit-Rusland op de zestiende plek in Kopenhagen

Wit-Rusland nam deel aan het Eurovisiesongfestival 2014 in Kopenhagen, Denemarken. Het was de 11de deelname van het land op het Eurovisiesongfestival. BTRC was verantwoordelijk voor de Wit-Russische bijdrage voor de editie van 2014.

## Selectieprocedure
Net als in 2013 hield de Wit-Russische openbare omroep een nationale finale om de Wit-Russische inzending aan te duiden. Artiesten en tekstschrijvers konden hun bijdrage naar de omroep sturen. De inschrijving opende op 15 oktober en duurde tot 24 november. Uiteindelijk ontving BTRC 70 inzendingen, dertien minder dan het jaar voordien. Op 28 en 29 november werden er audities georganiseerd in het hoofdkantoor van BTRC in Minsk, waaruit er vijftien werden geselecteerd voor deelname aan de nationale finale. De namen van de vijftien deelnemers werden op 29 november bekendgemaakt. Aleksej Gross trok zich echter op 5 december op vraag van zijn platenmaatschappij terug, waardoor de finale veertien acts telde.
De nationale finale werd gehouden op 10 januari 2014, en werd net als de voorgaande editie gepresenteerd door Olga Ryzjikova en Denis Dudinsky. De punten werden voor 50 % verdeeld door een vakjury. De rest van de punten werd verdeeld door het publiek, dat via televoting zijn favoriet kon bepalen. Aan het einde van de puntentelling bleek dat Teo en Max Lorens & DiDyuLya gezamenlijk eerste waren geworden, met 20 punten. Daarop moesten alle acht de juryleden een keuze maken tussen de twee acts. Teo kreeg het vertrouwen van alle acht de juryleden, en mocht aldus met Cheesecake Wit-Rusland vertegenwoordigen op het Eurovisiesongfestival 2014.

## Nationale finale
10 januari 2014
| Plaats | Artiest                          | Lied                           | Jury | Publiek | Totaal |
| ------ | -------------------------------- | ------------------------------ | ---- | ------- | ------ |
| 1      | Teo                              | Cheesecake                     | 12   | 8       | 20     |
| 2      | Maks Lorens & DiDjoeLja          | Now you're gone                | 8    | 12      | 20     |
| 3      | Janet                            | You will be here               | 10   | 3       | 13     |
| 3      | Switter Boys en Kate&Volga Karol | Vetsjnaja ljoebov              | 7    | 6       | 13     |
| 5      | Nuteki                           | Fly away                       | 0    | 10      | 10     |
| 6      | Anastasia Malasjkevitsj          | Runaway                        | 4    | 5       | 9      |
| 6      | Tasja Odi                        | Empty universe                 | 5    | 4       | 9      |
| 8      | Daria                            | Starlight                      | 6    | 2       | 8      |
| 8      | NAPOLI                           | Stay with me                   | 1    | 7       | 8      |
| 10     | Natalia Tamelo                   | Not what I've been looking for | 3    | 0       | 3      |
| 11     | Jelena Sinjavskaja               | Via lattea                     | 2    | 0       | 2      |
| 12     | Matvej Koeper & DUX              | Strippers                      | 0    | 1       | 1      |
| 13     | Artjom Michajlenko               | Rapsodija #1                   | 0    | 0       | 0      |
| 13     | Alina Motsjtsjenko               | Angel crying                   | 0    | 0       | 0      |

## In Kopenhagen
Wit-Rusland moest in Kopenhagen eerst aantreden in de tweede halve finale, op donderdag 8 mei. Teo trad als tiende van vijftien acts aan, na Can-Linn feat. Kasey Smith uit Ierland en gevolgd door Tijana uit Macedonië. Bij het openen van de enveloppen bleek dat Wit-Rusland zich had weten te plaatsen voor de finale. Na afloop van de finale werd duidelijk dat Teo op de vijfde plaats was geëindigd in de tweede halve finale, met 87 punten. Armenië kreeg het maximum van twaalf punten van twee landen, met name Georgië en Litouwen.
In de finale trad Teo als tweede van 26 acts aan, net na Maria Jaremtsjoek uit Oekraïne en gevolgd door Dilarə Kazımova uit Azerbeidzjan. Aan het einde van de puntentelling stond Wit-Rusland op de zestiende plaats, met 43 punten. Wit-Rusland kreeg het maximum van de punten van één land, met name Rusland.
2004 · 2005 · 2006 · 2007 · 2008 · 2009 · 2010 · 2011 · 2012 · 2013 · 2014 · 2015 · 2016 · 2017 · 2018 · 2019 · 2020-2025
Albanië · Armenië · Azerbeidzjan · België · Denemarken · Duitsland · Estland · Finland · Frankrijk · Georgië · Griekenland · Hongarije · Ierland · IJsland · Israël · Italië · Letland · Litouwen · Macedonië · Malta · Moldavië · Montenegro · Nederland · Noorwegen · Oekraïne · Oostenrijk · Polen · Portugal · Roemenië · Rusland · San Marino · Slovenië · Spanje · Verenigd Koninkrijk · Wit-Rusland · Zweden · Zwitserland